# Saison 2010-2011 du Saint-Trond VV
 (novembre 2012).
Si vous disposez d'ouvrages ou d'articles de référence ou si vous connaissez des sites web de qualité traitant du thème abordé ici, merci de compléter l'article en donnant les références utiles à sa vérifiabilité et en les liant à la section « Notes et références ».
Maillots
Chronologie
Saison précédente Saison suivante
La saison 2010-2011 du Saint-Trond VV était la trente-septième saison de ce club en Division 1, après avoir terminé 5e la saison régulière précédente et 4e aux play-offs 1. Saint-Trond VV finissait 12e.

## Résumé
Guido Brepoels, l'entraîneur du Saint-Trond, était bien avant le début de la saison conscient de la pression sur l'équipe après le départ du Gardien de l'année Simon Mignolet. Son objectif était une place dans le top 14, afin d'éviter la relégation. Saint-Trond commençait le 31 juillet à sa deuxième saison consécutive en Division 1, après le titre en Division 2 en 2008-2009. L'équipe gagnait contre Lierse SK, un des favoris pour reléguer. Après deux défaits à domicile, STVV gagnait contre Standard de Liège avec 1-0. Mais après cette victoire, Saint-Trond restait presque toute la saison autour du rang 13. Le match contre KAS Eupen a été jugé cruciale pour éviter la relégation. Mais Saint-Trond VV a perdu avec 6-0. C'était la sixième défaite consécutive.
Puis le vent a tourné: Saint-Trond remportait les trois points à Sporting Charleroi. Quelques semaines plus tard, les Canaris gagnaient avec 2-1 contre Club Bruges KV. Le 5 mars, le sauvetage a finalement été obtenu, après la victoire 1-0 contre le concurrent direct Germinal Beerschot. Saint-Trond finissait douzième et se qualifiait donc pour le groupe A des play-offs 2, un groupe qui obtient également KV Mechelen, Cercle Bruges KSV et Lierse SK. Après la fin de la saison régulière, la construction d'un nouveau tribune à Stayen commençait. En raison de ces travaux, Saint-Trond jouait ces matchs aux play-offs 2 à Het Kuipje, à Westerlo. Saint-Trond finissait quatrième aux play-offs 2, avec six points.

## Effectif
| Nr. | Nom                        | Position          | Nationalité | Date de naissance |
| --- | -------------------------- | ----------------- | ----------- | ----------------- |
| 1   | Mark Volders               | Gardien de but    | Belgique    | 13 avril 1977     |
| 2   | Wim Mennes                 | Milieu de terrain | Belgique    | 25 janvier 1977   |
| 3   | Vincent Euvrard            | Défenseur         | Belgique    | 12 mars 1982      |
| 4   | Yannick Rymenants          | Défenseur         | Belgique    | 31 janvier 1989   |
| 5   | Benji Commers              | Défenseur         | Belgique    | 18 décembre 1992  |
| 6   | Ludovic Buysens            | Défenseur         | Belgique    | 13 mars 1986      |
| 7   | Pape Abdou Camara          | Milieu de terrain | Sénégal     | 22 septembre 1991 |
| 8   | Denis Odoi                 | Défenseur         | Belgique    | 27 mai 1988       |
| 9   | Andréa Mbuyi-Mutombo       | Attaquant         | Belgique    | 7 juin 1990       |
| 10  | Grégory Christ             | Milieu de terrain | France      | 4 octobre 1982    |
| 11  | Carlo Evertz               | Attaquant         | Belgique    | 1er août 1990     |
| 12  | Hervé Anselme Ndjana Onana | Attaquant         | Cameroun    | 1er juin 1987     |
| 13  | Sascha Kotysch             | Défenseur         | Allemagne   | 2 octobre 1988    |
| 14  | Marc Wagemakers            | Défenseur         | Belgique    | 7 juin 1978       |
| 15  | Tom Caluwé                 | Milieu de terrain | Belgique    | 11 avril 1978     |
| 16  | Rob Schoofs                | Milieu de terrain | Belgique    | 23 mars 1994      |
| 17  | Peter Delorge              | Milieu de terrain | Belgique    | 19 avril 1980     |
| 18  | Nils Schouterden           | Milieu de terrain | Belgique    | 14 décembre 1988  |
| 19  | Ibrahima Sidibe            | Attaquant         | Sénégal     | 10 août 1980      |
| 20  | Benoit Masset              | Défenseur         | Belgique    | 29 juin 1990      |
| 21  | Christophe Bertjens        | Milieu de terrain | Belgique    | 5 janvier 1993    |
| 22  | Sven Van Der Jeugt         | Gardien de but    | Belgique    | 17 septembre 1980 |
| 23  | Yorick Antheunis           | Milieu de terrain | Belgique    | 26 juin 1991      |
| 24  | Giel Deferm                | Défenseur         | Belgique    | 30 juin 1988      |
| 25  | Bram Castro                | Gardien de but    | Belgique    | 30 septembre 1982 |
| 26  | Nikolas Proesmans          | Milieu de terrain | Belgique    | 11 mai 1992       |
| 27  | Laurent Henkinet           | Gardien de but    | Belgique    | 14 septembre 1992 |
| 28  | Grégory Dufer              | Milieu de terrain | Belgique    | 19 décembre 1981  |
| 29  | Dylan Vanwelkenhuysen      | Attaquant         | Belgique    | 20 janvier 1992   |
| 30  | Tibor Tisza                | Milieu de terrain | Hongrie     | 10 novembre 1989  |
| 31  | Manasseh Ishiaku           | Attaquant         | Nigeria     | 9 janvier 1983    |
| 32  | Cedric Buekers             | Milieu de terrain | Belgique    | 17 avril 1994     |

### Encadrement technique
- Guido Brepoels (entraîneur)
- Peter Voets (entraîneur adjoint)

### Transferts
| - Pape Abdou Camara (Standard de Liège) - Tom Caluwé (Al-Wakrah Sports Club) - Grégory Christ (Sporting Charleroi) - Grégory Dufer (Standard de Liège) - Mark Volders (Royal Excelsior Mouscron) - Manasseh Ishiaku (1. FC Cologne) - Andréa Mbuyi-Mutombo (Standard de Liège) - Yannick Rymenants (PSV Eindhoven) - Tibor Tisza (Újpest Football Club) - Sven Van Der Jeugt (Royal Football Club de Liège) - Mark Volders (Royal Excelsior Mouscron) | - Jeroen Appeltans (KVK Tirlemont) - Mario Cantaluppi (SC Buochs) - Issame Charaï (fin de contract) - Alex Da Silva (Oeste Futebol Clube) - Simon Mignolet (Sunderland Association Football Club) - Tom Muyters (SV Zulte Waregem) - Jonathan Wilmet (FC Malines) |

## Amicaux
|                               |                      |       |               |  |
| Samedi 26 juin 2010, 18:00    | Herk-de-Stad FC      | 0 - 3 | Saint-Trond   |  |
|                               |                      |       |               |  |
|                               |                      |       |               |  |
| Dimanche 27 juin 2010, 16:00  | Herk Sport Hasselt   | 0 - 2 | Saint-Trond   |  |
|                               |                      |       |               |  |
|                               |                      |       |               |  |
| Mardi 13 juillet 2010, 19:30  | KVK Tirlemont        | 2 - 2 | Saint-Trond   |  |
|                               |                      |       |               |  |
|                               |                      |       |               |  |
| Samedi 17 juillet 2010, 19:00 | Oud-Heverlee Louvain | 0 - 1 | Saint-Trond   |  |
|                               |                      |       |               |  |
|                               |                      |       |               |  |
| Mardi 20 juillet 2010, 20:00  | Saint-Trond          | 0 - 1 | PSV Eindhoven |  |
|                               |                      |       |               |  |
|                               |                      |       |               |  |
| Samedi 24 juillet 2010, 19:30 | Saint-Trond          | 0 - 1 | MSV Duisbourg |  |
|                               |                      |       |               |  |
|                               |                      |       |               |  |
| Jeudi 7 octobre 2010, 19:30   | Saint-Trond          | 1 - 0 | CS Sedan      |  |
|                               |                      |       |               |  |
|                               |                      |       |               |  |
| Mardi 11 janvier 2011, 15:00  | Saint-Trond          | 1 - 0 | HNK Šibenik   |  |
|                               |                      |       |               |  |
|                               |                      |       |               |  |
| Samedi 15 janvier 2011, 14:30 | NAC Breda            | 1 - 0 | Saint-Trond   |  |
|                               |                      |       |               |  |
|                               |                      |       |               |  |
| Jeudi 24 mars 2011, 15:00     | El Gouna FC          | 1 - 2 | Saint-Trond   |  |
|                               |                      |       |               |  |

## Division 1

### Compétition régulière

#### Rencontres
| | |       | | |
| Samedi 31 juillet 2010, 20:00 | Saint-Trond | 1 - 0 | Lierse SK | |
| Stayen, Saint-Trond Spectateurs : 7.970 Arbitrage : Alexandre Boucaut Journée 1 Division 1 2010-2011 | Vincent Euvrard 27e · Wim Mennes 67e |       | 29e Roel van Hemert · 53e Joeri Dequevy · 56e Gonzague Vandooren · 60e Jurgen Cavens · 90+1e Lance Davids               | Composition du Saint-Trond : · Mark Volders, Marc Wagemakers, Ludovic Buysens, Vincent Euvrard, Denis Odoi, Grégory Christ, Peter Delorge, Wim Mennes, Giel Deferm, Yannick Rymenants, Ibrahima Sidibe · Remplacements du Saint-Trond : · 57e Yannick Rymenants Andréa Mbuyi-Mutombo · 73e Grégory Christ Hervé Anselme Ndjana Onana · 90e Giel Deferm Pape Abdou Camara                       |
| | |       | | |
| Samedi 7 août 2010, 20:00 | Club Bruges KV | 4 - 1 | Saint-Trond | |
| Stade Jan Breydel, Bruges Spectateurs : 22.554 Arbitrage : Sébastien Delferière Journée 2 Division 1 2010-2011 | Ivan Perisic 11e · Ivan Perisic 15e · Vadis Odjidja-Ofoe 21e · Jonathan Blondel 23e · Jonathan Blondel 34e                                                                                |       | 10e Grégory Christ · 27e Wim Mennes · 58e Wim Mennes · 69e Ibrahima Sidibe · 75e Wim Mennes                             | Composition du Saint-Trond : · Mark Volders, Wim Mennes, Vincent Euvrard, Ludovic Buysens, Denis Odoi, Peter Delorge, Marc Wagemakers, Grégory Christ, Giel Deferm, Ibrahima Sidibe, Andréa Mbuyi-Mutombo · Remplacements du Saint-Trond : · 61e Andréa Mbuyi-Mutombo Hervé Anselme Ndjana Onana · 66e Giel Deferm Pape Abdou Camara · 74e Denis Odoi Yannick Rymenants                        |
| | |       | | |
| Samedi 14 août 2010, 20:00 | KV Courtrai | 2 - 0 | Saint-Trond | |
| Stade des Éperons d'or, Courtrai Spectateurs : 5.323 Arbitrage : Sam Loeman Journée 3 Division 1 2010-2011 | Nebojša Pavlović 53e · Giuseppe Rossini 59e · Giuseppe Rossini 60e · Chemcedine El Araichi 90+4e · Karim Belhocine 90+4e                                                                  |       | 70e Yannick Rymenants · 90+4e Pape Abdou Camara                                                                         | Composition du Saint-Trond : · Mark Volders, Marc Wagemakers, Vincent Euvrard, Ludovic Buysens, Giel Deferm, Tom Caluwé, Peter Delorge, Grégory Christ, Denis Odoi, Ibrahima Sidibe, Hervé Anselme Ndjana Onana · Remplacements du Saint-Trond : · 63e Hervé Anselme Ndjana Onana Pape Abdou Camara · 67e Marc Wagemakers Yannick Rymenants · 82e Giel Deferm Yorick Antheunis                 |
| | |       | | |
| Vendredi 20 août 2010, 20:30 | Saint-Trond | 1 - 0 | Standard de Liège | |
| Stayen, Saint-Trond Spectateurs : 8.500 Arbitrage : Jérôme Efong Nzolo Journée 4 Division 1 2010-2011 | Ibrahima Sidibe 3e · Peter Delorge 36e · Wim Mennes 42e |       | 52e Sébastien Pocognoli · 53e Eliaquim Mangala · 72e Sébastien Pocognoli · 86e Daniel Opare                             | Composition du Saint-Trond : · Sven Van Der Jeugt, Marc Wagemakers, Vincent Euvrard, Ludovic Buysens, Denis Odoi, Tom Caluwé, Peter Delorge, Grégory Christ, Yorick Antheunis, Wim Mennes, Ibrahima Sidibe · Remplacements du Saint-Trond : · 21e Ludovic Buysens Yannick Rymenants · 62e Tom Caluwé Pape Abdou Camara · 82e Grégory Christ Hervé Anselme Ndjana Onana                         |
| | |       | | |
| Samedi 28 août 2010, 20:00 | FC Malines | 0 - 0 | Saint-Trond | |
| Achter de Kazerne, Malines Spectateurs : 11.350 Arbitrage : Jean-Baptist Bultynck Journée 5 Division 1 2010-2011 | Joachim Mununga 51e |       | 28e Vincent Euvrard | Composition du Saint-Trond : · Sven Van Der Jeugt, Marc Wagemakers, Vincent Euvrard, Denis Odoi, Wim Mennes, Tom Caluwé, Peter Delorge, Yorick Antheunis, Pape Abdou Camara, Ibrahima Sidibe, Yannick Rymenants · Remplacements du Saint-Trond : · 54e Yorick Antheunis Grégory Christ · 76e Pape Abdou Camara Andréa Mbuyi-Mutombo · 83e Yannick Rymenants Giel Deferm                        |
| | |       | | |
| Vendredi 10 septembre 2010, 20:30 | Saint-Trond | 0 - 2 | RSC Anderlecht | |
| Stayen, Saint-Trond Spectateurs : 11.214 Arbitrage : Johan Verbist Journée 6 Division 1 2010-2011 | Wim Mennes 25e · Peter Delorge 62e |       | 17e Romelu Lukaku · 18e Olivier Deschacht · 25e Matias Suarez                                                           | Composition du Saint-Trond : · Sven Van Der Jeugt, Vincent Euvrard, Denis Odoi, Yannick Rymenants, Marc Wagemakers, Tom Caluwé, Pape Abdou Camara, Grégory Christ, Peter Delorge, Wim Mennes, Ibrahima Sidibe · Remplacements du Saint-Trond : · 74e Grégory Christ Carlo Evertz · 83e Marc Wagemakers Hervé Anselme Ndjana Onana                                                              |
| | |       | | |
| Samedi 18 septembre 2010, 20:00 | Cercle Bruges KSV | 4 - 2 | Saint-Trond | |
| Stade Jan Breydel, Bruges Spectateurs : 5.923 Arbitrage : Christophe Delacour Journée 7 Division 1 2010-2011 | Bernt Evens 25e · Oleg Iachtchouk 45e · Bernt Evens 45+1e · Oleg Iachtchouk 49e · Oleg Iachtchouk 63e · Anthony Portier 66e                                                               |       | 3' Pape Abdou Camara · 21e Pape Abdou Camara · 54e Vincent Euvrard                                                      | Composition du Saint-Trond : · Sven Van Der Jeugt, Wim Mennes, Marc Wagemakers, Vincent Euvrard, Denis Odoi, Tom Caluwé, Peter Delorge, Grégory Christ, Pape Abdou Camara, Ibrahima Sidibe, Yannick Rymenants · Remplacements du Saint-Trond : · 58e Yannick Rymenants Giel Deferm · 71e Grégory Christ Yorick Antheunis · 79e Wim Mennes Andréa Mbuyi-Mutombo                                 |
| | |       | | |
| Mardi 21 septembre 2010, 20:30 | Saint-Trond | 0 - 2 | KRC Genk | |
| Stayen, Saint-Trond Spectateurs : 8.500 Arbitrage : Luc Wouters Journée 8 Division 1 2010-2011 | |       | 54e Dugary Ndabashinze · 66e Jelle Vossen · 90e Jelle Vossen                                                            | Composition du Saint-Trond : · Sven Van Der Jeugt, Marc Wagemakers, Vincent Euvrard, Denis Odoi, Yannick Rymenants, Wim Mennes, Tom Caluwé, Peter Delorge, Grégory Christ, Ibrahima Sidibe, Pape Abdou Camara · Remplacements du Saint-Trond : · 73e Grégory Christ Yorick Antheunis · 74e Pape Abdou Camara Andréa Mbuyi-Mutombo                                                              |
| | |       | | |
| Samedi 25 septembre 2010, 20:00 | KAA La Gantoise | 2 - 0 | Saint-Trond | |
| Stade Jules Otten, Gand Spectateurs : 10.150 Arbitrage : Peter Vervecken Journée 9 Division 1 2010-2011 | Stijn De Smet 45+1e · Elimane Coulibaly 69e |       | 32e Vincent Euvrard · 52e Marc Wagemakers · 69e Sascha Kotysch · 79e Denis Odoi · 83e Peter Delorge                     | Composition du Saint-Trond : · Sven Van Der Jeugt, Wim Mennes, Marc Wagemakers, Vincent Euvrard, Denis Odoi, Tom Caluwé, Peter Delorge, Sascha Kotysch, Yorick Antheunis, Pape Abdou Camara, Ibrahima Sidibe · Remplacements du Saint-Trond : · 24e Tom Caluwé Andréa Mbuyi-Mutombo · 53e Pape Abdou Camara Grégory Christ · 65e Yorick Antheunis Hervé Anselme Ndjana Onana                   |
| | |       | | |
| Samedi 2 octobre 2010, 20:00 | Saint-Trond | 1 - 2 | KVC Westerlo | |
| Stayen, Saint-Trond Spectateurs : 7.569 Arbitrage : Sébastien Delferière Journée 10 Division 1 2010-2011 | Giel Deferm 15e · Wim Mennes 34e · Yorick Antheunis 56e |       | 12e Christian Brüls · 61e Paulo Henrique · 74e Paulo Henrique                                                           | Composition du Saint-Trond : · Sven Van Der Jeugt, Marc Wagemakers, Vincent Euvrard, Sascha Kotysch, Denis Odoi, Wim Mennes, Peter Delorge, Ibrahima Sidibe, Giel Deferm, Yorick Antheunis, Hervé Anselme Ndjana Onana · Remplacements du Saint-Trond : · 66e Yorick Antheunis Grégory Christ · 76e Wim Mennes Andréa Mbuyi-Mutombo · 87e Giel Deferm Yannick Rymenants                        |
| | |       | | |
| Samedi 16 octobre 2010, 20:00 | KAS Eupen | 6 - 0 | Saint-Trond | |
| Stade du Kehrweg, Eupen Spectateurs : 2.500 Arbitrage : Christof Virant Journée 11 Division 1 2010-2011 | Ervin Zukanovic 12e · Ervin Zukanovic 22e · Kevin Vandenbergh 34e · Matthias Lepiller 35e · Kevin Vandenbergh 40e · Danijel Miličević 43e · Danijel Milicevic 50e · Kevin Vandenbergh 65e |       | 70e Peter Delorge | Composition du Saint-Trond : · Mark Volders, Marc Wagemakers, Vincent Euvrard, Sascha Kotysch, Denis Odoi, Tom Caluwé, Peter Delorge, Grégory Christ, Carlo Evertz, Yannick Rymenants, Ibrahima Sidibe · Remplacements du Saint-Trond : · 59e Marc Wagemakers Christophe Bertjens · 65e Grégory Christ Yorick Antheunis · 71e Carlo Evertz Giel Deferm                                         |
| | |       | | |
| Samedi 23 octobre 2010, 20:00 | Saint-Trond | 3 - 2 | Sporting Charleroi | |
| Stayen, Saint-Trond Spectateurs : 8.500 Arbitrage : Laurent Colemonts Journée 12 Division 1 2010-2011 | Tom Caluwé 15e · Marc Wagemakers 21e · Peter Delorge 35e · Yannick Rymenants 41e · Ibrahima Sidibe 67e · Ibrahima Sidibe 72e · Marc Wagemakers 75e                                        |       | 17e Grégory Lazitch · 23e Naïm Aarab · 87e Hermanni Vuorinen · 90e Naïm Aarab · 90+5e Hernan Losada                     | Composition du Saint-Trond : · Mark Volders, Marc Wagemakers, Vincent Euvrard, Giel Deferm, Denis Odoi, Wim Mennes, Tom Caluwé, Peter Delorge, Yorick Antheunis, Yannick Rymenants, Ibrahima Sidibe · Remplacements du Saint-Trond : · 46e Tom Caluwé Grégory Christ · 71e Yannick Rymenants Nils Schouterden · 81e Yorick Antheunis Sascha Kotysch                                            |
| | |       | | |
| Samedi 23 octobre 2010, 20:00 | Germinal Beerschot | 0 - 0 | Saint-Trond | |
| Stade olympique, Anvers Spectateurs : 8.500 Arbitrage : Gaetan Simon Journée 13 Division 1 2010-2011 | Victor Wanyama 90+3e |       | 43e Andréa Mbuyi-Mutombo · 47e Giel Deferm · 86e Yannick Rymenants                                                      | Composition du Saint-Trond : · Sven Van Der Jeugt, Wim Mennes, Vincent Euvrard, Giel Deferm, Denis Odoi, Peter Delorge, Sascha Kotysch, Yorick Antheunis, Nils Schouterden, Hervé Anselme Ndjana Onana, Yannick Rymenants · Remplacements du Saint-Trond : · 54e Sascha Kotysch Benoit Masset · 57e Hervé Anselme Ndjana Onana Andréa Mbuyi-Mutombo · 84e Nils Schouterden Christophe Bertjens |
| | |       | | |
| Samedi 6 novembre 2010, 20:00 | Saint-Trond | 0 - 3 | SV Zulte Waregem | |
| Stayen, Saint-Trond Spectateurs : 7.166 Arbitrage : Gert Deckers Journée 14 Division 1 2010-2011 | Denis Odoi 45+1e · Denis Odoi 63e |       | 21e Mahamadou Habibou · 33e Mahamadou Habibou · 64e (pén.) Rémi Maréval · 88e Zakaria Gueye                             | Composition du Saint-Trond : · Sven Van Der Jeugt, Marc Wagemakers, Vincent Euvrard, Giel Deferm, Denis Odoi, Wim Mennes, Tom Caluwé, Peter Delorge, Nils Schouterden, Yannick Rymenants, Andréa Mbuyi-Mutombo · Remplacements du Saint-Trond : · 41e Yannick Rymenants Yorick Antheunis · 46e Sven Van Der Jeugt Laurent Henkinet · 46e Andréa Mbuyi-Mutombo Christophe Bertjens              |
| | |       | | |
| Samedi 13 novembre 2010, 20:00 | KSC Lokeren | 3 - 0 | Saint-Trond | |
| Stade Daknam, Lokeren Spectateurs : 4.413 Arbitrage : Sam Loeman Journée 15 Division 1 2010-2011 | Tshiolola Tshinyama 18e · Benjamin De Ceulaer 23e · Benjamin De Ceulaer 38e · Killian Overmeire 76e                                                                                       |       | 22e Benoit Masset · 29e Vincent Euvrard · 37e Sascha Kotysch · 40e Giel Deferm · 40e Grégory Christ                     | Composition du Saint-Trond : · Laurent Henkinet, Wim Mennes, Vincent Euvrard, Giel Deferm, Pape Abdou Camara, Tom Caluwé, Peter Delorge, Sascha Kotysch, Nils Schouterden, Ibrahima Sidibe, Benoit Masset · Remplacements du Saint-Trond : · 46e Pape Abdou Camara Christophe Bertjens · 46e Tom Caluwé Grégory Christ · 80e Peter Delorge Carlo Evertz                                        |
| | |       | | |
| Samedi 20 novembre 2010, 20:00 | Lierse SK | 1 - 2 | Saint-Trond | |
| Stade Herman Vanderpoorten, Lierre Spectateurs : 9.500 Arbitrage : Jean-Baptist Bultynck Journée 16 Division 1 2010-2011 | Bruno Camacho 65e · Péter Kovács 67e · Garry De Graef 85e · Lance Davids 86e |       | 42e Nils Schouterden · 62e Peter Delorge · 71e Ibrahima Sidibe · 79e Sascha Kotysch · 82e Andréa Mbuyi-Mutombo          | Composition du Saint-Trond : · Laurent Henkinet, Vincent Euvrard, Giel Deferm, Denis Odoi, Yannick Rymenants, Wim Mennes, Peter Delorge, Sascha Kotysch, Yorick Antheunis, Nils Schouterden, Ibrahima Sidibe · Remplacements du Saint-Trond : · 53e Yorick Antheunis Andréa Mbuyi-Mutombo · 68e Nils Schouterden Carlo Evertz                                                                  |
| | |       | | |
| Dimanche 28 novembre 2010, 18:00 | Saint-Trond | 2 - 1 | Club Bruges KV | |
| Stayen, Saint-Trond Spectateurs : 8.635 Arbitrage : Laurent Colemonts Journée 17 Division 1 2010-2011 | Ibrahima Sidibe 15e · Wim Mennes 71e · Denis Odoi 74e · Wim Mennes 90e · Giel Deferm 90+2e                                                                                                |       | 23e Wilfried Dalmat · 61e Nabil Dirar · 72e Peter Van der Heyden · 78e Peter Van der Heyden · 89e Carl Hoefkens         | Composition du Saint-Trond : · Laurent Henkinet, Marc Wagemakers, Vincent Euvrard, Sascha Kotysch, Giel Deferm, Wim Mennes, Andréa Mbuyi-Mutombo, Denis Odoi, Nils Schouterden, Carlo Evertz, Ibrahima Sidibe · Remplacements du Saint-Trond : · 67e Carlo Evertz Yorick Antheunis · 84e Nils Schouterden Tom Caluwé                                                                           |
| | |       | | |
| Samedi 4 décembre 2010, 20:00 | Saint-Trond | 1 - 0 | KV Courtrai | |
| Stayen, Saint-Trond Spectateurs : 6.647 Arbitrage : Jérôme Efong Nzolo Journée 18 Division 1 2010-2011 | Denis Odoi 35e · Wim Mennes 64e · Peter Delorge 71e · Marc Wagemakers 85e · Sascha Kotysch 90+4e                                                                                          |       | 39e Sven Kums · 43e Rami Gershon · 85e Giuseppe Rossini                                                                 | Composition du Saint-Trond : · Laurent Henkinet, Marc Wagemakers, Vincent Euvrard, Sascha Kotysch, Giel Deferm, Wim Mennes, Peter Delorge, Andréa Mbuyi-Mutombo, Denis Odoi, Nils Schouterden, Ibrahima Sidibe · Remplacements du Saint-Trond : · 73e Nils Schouterden Yorick Antheunis · 87e Andréa Mbuyi-Mutombo Pape Abdou Camara                                                           |
| | |       | | |
| Samedi 11 décembre 2010, 20:00 | Standard de Liège | 1 - 0 | Saint-Trond | |
| Stade Maurice Dufrasne, Liège Spectateurs : 24.000 Arbitrage : Frank De Bleeckere Journée 19 Division 1 2010-2011 | Daniel Opare 62e · Gohi Bi Cyriac 76e · Arnor Angeli 90e |       | 90+3e Peter Delorge | Composition du Saint-Trond : · Laurent Henkinet, Marc Wagemakers, Vincent Euvrard, Sascha Kotysch, Giel Deferm, Wim Mennes, Peter Delorge, Yorick Antheunis, Denis Odoi, Ibrahima Sidibe, Nils Schouterden · Remplacements du Saint-Trond : · 73e Yorick Antheunis Carlo Evertz · 82e Nils Schouterden Christophe Bertjens · 89e Marc Wagemakers Hervé Anselme Ndjana Onana                    |
| | |       | | |
| Mercredi 23 février 2011, 20:30 | Saint-Trond | 0 - 1 | FC Malines | |
| Stayen, Saint-Trond Spectateurs : 7.870 Arbitrage : Christof Virant Journée 20 Division 1 2010-2011 Remarque : cette rencontre a d'abord été prévue pour le samedi 18 décembre, mais a été annulée à cause d'une bande injouable près de la ligne latérale.              | Andréa Mbuyi-Mutombo 26e · Peter Delorge 64e |       | 23e David Destorme · 43e Kevin Geudens · 64e Christian Benteke                                                          | Composition du Saint-Trond : · Sven Van Der Jeugt, Marc Wagemakers, Ludovic Buysens, Giel Deferm, Denis Odoi, Wim Mennes, Peter Delorge, Sascha Kotysch, Andréa Mbuyi-Mutombo, Nils Schouterden, Ibrahima Sidibe · Remplacements du Saint-Trond : · 80e Marc Wagemakers Dylan Vanwelkenhuysen                                                                                                  |
| | |       | | |
| Mercredi 2 février 2011, 20:30 | KRC Genk | 1 - 1 | Saint-Trond | |
| Cristal Arena, Genk Spectateurs : 21.124 Arbitrage : Luc Wouters Journée 21 Division 1 2010-2011 Remarque : cette rencontre a d'abord été prévue pour le lundi 27 décembre, mais a été annulé à cause de l'inaccessibilité du stade en raison de fortes chutes de neige. | Elyaniv Barda 10e |       | 45+2e Nils Schouterden · 68e Nils Schouterden · 74e Giel Deferm                                                         | Composition du Saint-Trond : · Sven Van Der Jeugt, Peter Delorge, Marc Wagemakers, Vincent Euvrard, Giel Deferm, Wim Mennes, Andréa Mbuyi-Mutombo, Denis Odoi, Nils Schouterden, Yannick Rymenants, Ibrahima Sidibe · Remplacements du Saint-Trond : · 78e Yannick Rymenants Dylan Vanwelkenhuysen                                                                                             |
| | |       | | |
| Dimanche 27 février 2011, 18:00 | Saint-Trond | 0 - 3 | Cercle Bruges KSV | |
| Stayen, Saint-Trond Spectateurs : 7.071 Arbitrage : Alexandre Boucaut Journée 22 Division 1 2010-2011 Remarque : cette rencontre a d'abord été prévue pour le jeudi 30 décembre, mais a été annulé à cause de fortes chutes de neige.                                    | Giel Deferm 28e · Ibrahima Sidibe 37e · Wim Mennes 70e · |       | 25e Wang Yang · 40e Tony Sergeant · 61e Arnar Viðarsson · 77e Reynaldo dos Santos Silva · 82e Reynaldo dos Santos Silva | Composition du Saint-Trond : · Sven Van Der Jeugt, Marc Wagemakers, Vincent Euvrard, Sascha Kotysch, Giel Deferm, Wim Mennes, Peter Delorge, Andréa Mbuyi-Mutombo, Denis Odoi, Nils Schouterden, Ibrahima Sidibe · Remplacements du Saint-Trond : · 67e Giel Deferm Dylan Vanwelkenhuysen · 70e Andréa Mbuyi-Mutombo Yannick Rymenants                                                         |
| | |       | | |
| Samedi 22 janvier 2011, 20:00 | KVC Westerlo | 3 - 0 | Saint-Trond | |
| Het Kuipje, Westerlo Spectateurs : 5.000 Arbitrage : Alexandre Boucaut Journée 23 Division 1 2010-2011 | Oleksandr Jakovenko 36e · Jef Delen 45e · Evariste Ngolok 63e · Steven De Petter 71e · Paulo Henrique 87e                                                                                 |       | 28e Ibrahima Sidibe · 31e Giel Deferm                                                                                   | Composition du Saint-Trond : · Laurent Henkinet, Vincent Euvrard, Sascha Kotysch, Giel Deferm, Denis Odoi, Wim Mennes, Peter Delorge, Andréa Mbuyi-Mutombo, Grégory Dufer, Ibrahima Sidibe, Nils Schouterden · Remplacements du Saint-Trond : · 46e Nils Schouterden Marc Wagemakers · 74e Laurent Henkinet Sven Van Der Jeugt · 79e Andréa Mbuyi-Mutombo Carlo Evertz                         |
| | |       | | |
| Dimanche 30 janvier 2011, 20:30 | Saint-Trond | 1 - 1 | KAA La Gantoise | |
| Stayen, Saint-Trond Spectateurs : 8.128 Arbitrage : Peter Vervecken Journée 24 Division 1 2010-2011 | Sascha Kotysch 29e · Marc Wagemakers 68e · Ibrahima Sidibe 78e · Peter Delorge 83e · Denis Odoi 87e                                                                                       |       | 22e Christophe Lepoint · 90e Christophe Lepoint                                                                         | Composition du Saint-Trond : · Sven Van Der Jeugt, Marc Wagemakers, Vincent Euvrard, Sascha Kotysch, Giel Deferm, Wim Mennes, Peter Delorge, Grégory Dufer, Andréa Mbuyi-Mutombo, Denis Odoi, Ibrahima Sidibe · Remplacements du Saint-Trond : · 65e Grégory Dufer Nils Schouterden · 81e Andréa Mbuyi-Mutombo Yannick Rymenants                                                               |
| | |       | | |
| Samedi 5 février 2011, 20:00 | RSC Anderlecht | 2 - 0 | Saint-Trond | |
| Stade Constant Vanden Stock, Anderlecht Spectateurs : 23.114 Arbitrage : Christof Dierick Journée 25 Division 1 2010-2011 | Lucas Biglia 22e · Rubenilson dos Santos da Rocha 52e · Matias Suarez 69e |       | 18e Nils Schouterden · 31e Wim Mennes · 53e Denis Odoi · 31e Denis Odoi                                                 | Composition du Saint-Trond : · Sven Van Der Jeugt, Wim Mennes, Marc Wagemakers, Vincent Euvrard, Denis Odoi, Peter Delorge, Grégory Dufer, Sascha Kotysch, Nils Schouterden, Ibrahima Sidibe, Andréa Mbuyi-Mutombo · Remplacements du Saint-Trond : · 59e Grégory Dufer Tibor Tisza · 90e Andréa Mbuyi-Mutombo Dylan Vanwelkenhuysen                                                           |
| | |       | | |
| Samedi 12 février 2011, 20:00 | Saint-Trond | 1 - 1 | KAS Eupen | |
| Stayen, Saint-Trond Spectateurs : 9.157 Arbitrage : Johan Verbist Journée 26 Division 1 2010-2011 | Vincent Euvrard 62e · Wim Mennes 90+1e |       | 42e Abderazak Jadid · 77e Abderazak Jadid                                                                               | Composition du Saint-Trond : · Sven Van Der Jeugt, Marc Wagemakers, Vincent Euvrard, Sascha Kotysch, Giel Deferm, Wim Mennes, Peter Delorge, Andréa Mbuyi-Mutombo, Nils Schouterden, Manasseh Ishiaku, Ibrahima Sidibe · Remplacements du Saint-Trond : · 60e Nils Schouterden Tibor Tisza · 86e Manasseh Ishiaku Dylan Vanwelkenhuysen                                                        |
| | |       | | |
| Samedi 19 février 2011, 20:00 | Sporting Charleroi | 1 - 0 | Saint-Trond | |
| Stade du Pays de Charleroi, Charleroi Spectateurs : 5.500 Arbitrage : Christophe Delacour Journée 27 Division 1 2010-2011 | Ederson Tormena 33e · Dudu Biton 36e · Elvedin Džinič 76e |       | 56e Giel Deferm · 75e Vincent Euvrard · 87e Tibor Tisza                                                                 | Composition du Saint-Trond : · Sven Van Der Jeugt, Marc Wagemakers, Vincent Euvrard, Giel Deferm, Denis Odoi, Wim Mennes, Peter Delorge, Sascha Kotysch, Andréa Mbuyi-Mutombo, Manasseh Ishiaku, Ibrahima Sidibe · Remplacements du Saint-Trond : · 54e Manasseh Ishiaku Nils Schouterden · 61e Andréa Mbuyi-Mutombo Grégory Dufer · 67e Marc Wagemakers Tibor Tisza                           |
| | |       | | |
| Samedi 5 mars 2011, 20:00 | Saint-Trond | 1 - 0 | Germinal Beerschot | |
| Stayen, Saint-Trond Spectateurs : 10.445 Arbitrage : Sébastien Delferière Journée 28 Division 1 2010-2011 | Grégory Dufer 61e · Andréa Mbuyi-Mutombo 36e |       | 89e Bart Goor | Composition du Saint-Trond : · Sven Van Der Jeugt, Marc Wagemakers, Vincent Euvrard, Ludovic Buysens, Denis Odoi, Wim Mennes, Peter Delorge, Grégory Dufer, Tibor Tisza, Nils Schouterden, Manasseh Ishiaku · Remplacements du Saint-Trond : · 70e Nils Schouterden Andréa Mbuyi-Mutombo · 85e Grégory Dufer Dylan Vanwelkenhuysen · 90+2e Tibor Tisza Yannick Rymenants                       |
| | |       | | |
| Lundi 14 mars 2011, 20:00 | SV Zulte Waregem | 1 - 2 | Saint-Trond | |
| Stade Arc-en-ciel, Waregem Spectateurs : 6.836 Arbitrage : Laurent Colemonts Journée 29 Division 1 2010-2011 | Nicholas Tamsin 50e · Thomas Matton 61e · Moussa Traoré 62e · Khaleem Hyland 83e · David Vandenbroeck 86e                                                                                 |       | 54e Grégory Dufer · 64e Grégory Dufer · 70e Nils Schouterden · 75e Wim Mennes · 86e Peter Delorge                       | Composition du Saint-Trond : · Sven Van Der Jeugt, Marc Wagemakers, Vincent Euvrard, Ludovic Buysens, Denis Odoi, Wim Mennes, Peter Delorge, Grégory Dufer, Nils Schouterden, Manasseh Ishiaku, Tibor Tisza · Remplacements du Saint-Trond : · 42e Tibor Tisza Andréa Mbuyi-Mutombo · 66e Manasseh Ishiaku Dylan Vanwelkenhuysen · 83e Grégory Dufer Yannick Rymenants                         |
| | |       | | |
| Dimanche 20 mars 2011, 18:00 | Saint-Trond | 0 - 2 | KSC Lokeren | |
| Stayen, Saint-Trond Spectateurs : 8.500 Arbitrage : Benoni Burie Journée 30 Division 1 2010-2011 | Manasseh Ishiaku 2e · Denis Odoi 76e · Dylan Vanwelkenhuysen 81e |       | 38e Jérémy Taravel · 44e Koen Persoons · 69e Benjamin Mokulu · 90+1e Benjamin Mokulu                                    | Composition du Saint-Trond : · Sven Van Der Jeugt, Marc Wagemakers, Vincent Euvrard, Ludovic Buysens, Denis Odoi, Grégory Dufer, Giel Deferm, Nils Schouterden, Nikolas Proesmans, Manasseh Ishiaku, Tibor Tisza · Remplacements du Saint-Trond : · 66e Manasseh Ishiaku Andréa Mbuyi-Mutombo · 77e Tibor Tisza Rob Schoofs · 77e Nikolas Proesmans Dylan Vanwelkenhuysen                      |

#### Évolution du classement
| Journée  | 1 | 2 | 3  | 4 | 5 | 6 | 7  | 8  | 9  | 10 | 11 | 12 | 13 | 14 | 15 | 16 | 17 | 18 | 19 | 20 | 21 | 22 | 23 | 24 | 25 | 26 | 27 | 28 | 29 | 30 |
| -------- | - | - | -- | - | - | - | -- | -- | -- | -- | -- | -- | -- | -- | -- | -- | -- | -- | -- | -- | -- | -- | -- | -- | -- | -- | -- | -- | -- | -- |
| Résultat | g | p | p  | g | n | p | p  | p  | p  | p  | p  | g  | n  | p  | p  | g  | g  | g  | p  | p  | n  | p  | p  | n  | p  | n  | p  | g  | g  | p  |
| Points   | 3 | 3 | 3  | 6 | 7 | 7 | 7  | 7  | 7  | 7  | 7  | 10 | 11 | 11 | 11 | 14 | 17 | 20 | 20 | 20 | 21 | 21 | 21 | 22 | 22 | 23 | 23 | 26 | 29 | 29 |
| Rang     | 4 | 8 | 10 | 6 | 7 | 9 | 11 | 13 | 13 | 13 | 13 | 13 | 13 | 13 | 13 | 12 | 12 | 12 | 12 | 12 | 12 | 12 | 12 | 12 | 12 | 12 | 13 | 12 | 12 | 12 |

#### Classement
| Pl. | Club               | Joué | G  | N  | P  | BP | BC | Pts. | Qualification ou relégation |
| --- | ------------------ | ---- | -- | -- | -- | -- | -- | ---- | --------------------------- |
| 1   | RSC Anderlecht     | 30   | 19 | 3  | 8  | 58 | 20 | 65   | Play-offs 1                 |
| 2   | KRC Genk           | 30   | 19 | 4  | 7  | 64 | 27 | 64   | Play-offs 1                 |
| 3   | KAA La Gantoise    | 30   | 17 | 7  | 6  | 59 | 42 | 57   | Play-offs 1                 |
| 4   | Club Bruges KV     | 30   | 16 | 9  | 5  | 60 | 35 | 53   | Play-offs 1                 |
| 5   | KSC Lokeren        | 30   | 13 | 6  | 11 | 43 | 36 | 50   | Play-offs 1                 |
| 6   | Standard de Liège  | 30   | 15 | 11 | 4  | 50 | 38 | 49   | Play-offs 1                 |
| 7   | FC Malines         | 30   | 13 | 8  | 9  | 34 | 30 | 48   | Play-offs 2                 |
| 8   | KVC Westerlo       | 30   | 11 | 11 | 8  | 41 | 40 | 41   | Play-offs 2                 |
| 9   | Cercle Bruges KSV  | 30   | 11 | 13 | 6  | 33 | 34 | 39   | Play-offs 2                 |
| 10  | KV Courtrai        | 30   | 11 | 14 | 5  | 36 | 39 | 38   | Play-offs 2                 |
| 11  | SV Zulte Waregem   | 30   | 7  | 11 | 12 | 39 | 41 | 33   | Play-offs 2                 |
| 12  | Saint-Trond        | 30   | 8  | 17 | 5  | 20 | 51 | 29   | Play-offs 2                 |
| 13  | Germinal Beerschot | 30   | 5  | 14 | 11 | 24 | 40 | 26   | Play-offs 2                 |
| 14  | Lierse SK          | 30   | 4  | 14 | 12 | 26 | 58 | 24   | Play-offs 2                 |
| 15  | KAS Eupen          | 30   | 5  | 17 | 8  | 28 | 50 | 23   | Play-offs 3                 |
| 16  | Sporting Charleroi | 30   | 4  | 19 | 7  | 20 | 54 | 19   | Play-offs 3                 |

### Play-off II

#### Rencontres
| | |       | | |
| Samedi 2 avril 2011, 20:00 | FC Malines | 1 - 1 | Saint-Trond | |
| Achter de Kazerne, Malines Spectateurs : 11.000 Arbitrage : Christof Virant Journée 1 Play-offs 2 | David Destorme 62e · Kevin Geudens 77e · Anthony Van Loo 90+7e                                                                    |       | 32e Marc Wagemakers · 49e Grégory Dufer · 76e Yannick Rymenants · 85e Bram Castro · 90+6e Vincent Euvrard             | Composition du Saint-Trond : · Bram Castro, Marc Wagemakers, Vincent Euvrard, Giel Deferm, Nikolas Proesmans, Grégory Dufer, Ludovic Buysens, Andréa Mbuyi-Mutombo, Nils Schouterden, Yannick Rymenants, Dylan Vanwelkenhuysen · Remplacements du Saint-Trond : · 46e Dylan Vanwelkenhuysen Ibrahima Sidibe · 67e Nikolas Proesmans Tibor Tisza · 90+2e Andréa Mbuyi-Mutombo Christophe Bertjens |
| | |       | | |
| Samedi 9 avril 2011, 20:00 | Saint-Trond | 1 - 1 | Cercle Bruges KSV | |
| Het Kuipje, Westerlo Spectateurs : 8.500 Arbitrage : Philippe Flament Journée 2 Play-offs 2 Remarque : en raison des travaux à Stayen, tous les matchs à domicile du Saint-Trond VV se sont achevés à Het Kuipje. | Yannick Rymenants 40e · Ibrahima Sidibe 75e                                                                                       |       | 66e Sergiy Serebrennikov · 75e Dominic Foley                                                                          | Composition du Saint-Trond : · Bram Castro, Vincent Euvrard, Ludovic Buysens, Denis Odoi, Yannick Rymenants, Wim Mennes, Peter Delorge, Grégory Dufer, Giel Deferm, Nils Schouterden, Ibrahima Sidibe · Remplacements du Saint-Trond : · 62e Nils Schouterden Andréa Mbuyi-Mutombo · 76e Giel Deferm Tibor Tisza · 90e Peter Delorge Nikolas Proesmans                                           |
| | |       | | |
| Samedi 16 avril 2011, 20:00 | Saint-Trond | 1 - 2 | SK Lierse | |
| Het Kuipje, Westerlo Spectateurs : 8.000 Arbitrage : Gerd Bylois Journée 3 Play-offs 2 Remarque : en raison des travaux à Stayen, tous les matchs à domicile du Saint-Trond VV se sont achevés à Het Kuipje.      | Wim Mennes 54e · Giel Deferm 58e                                                                                                  |       | 42e Mohamed El-Gabbas · 45+3e (pen.) Víctor Bernárdez · 62e Víctor Bernárdez · 66e Lance Davids · 90+4e Jurgen Cavens | Composition du Saint-Trond : · Bram Castro, Vincent Euvrard, Ludovic Buysens, Giel Deferm, Denis Odoi, Wim Mennes, Peter Delorge, Grégory Dufer, Nils Schouterden, Ibrahima Sidibe, Yannick Rymenants · Remplacements du Saint-Trond : · 46e Ibrahima Sidibe Dylan Vanwelkenhuysen · 46e Grégory Dufer Andréa Mbuyi-Mutombo · 74e Nils Schouterden Christophe Bertjens                           |
| | |       | | |
| Samedi 23 avril 2011, 20:00 | SK Lierse | 1 - 1 | Saint-Trond | |
| Stade Herman Vanderpoorten, Lierre Spectateurs : 6.500 Arbitrage : Gert Deckers Journée 4 Play-offs 2 | Daylon Claasen 41e · Mohamed El-Gabbas 50e · Kris De Wree 90e                                                                     |       | 32e Nikolas Proesmans · 66e Andréa Mbuyi-Mutombo · 79e Denis Odoi                                                     | Composition du Saint-Trond : · Bram Castro, Vincent Euvrard, Ludovic Buysens, Giel Deferm, Nikolas Proesmans, Peter Delorge, Grégory Dufer, Denis Odoi, Nils Schouterden, Yannick Rymenants, Dylan Vanwelkenhuysen · Remplacements du Saint-Trond : · 24e Giel Deferm Andréa Mbuyi-Mutombo · 55e Dylan Vanwelkenhuysen Christophe Bertjens · 71e Grégory Dufer Wim Mennes                        |
| | |       | | |
| Samedi 30 avril 2011, 20:00 | Saint-Trond | 2 - 1 | FC Malines | |
| Het Kuipje, Westerlo Spectateurs : 8.000 Arbitrage : Jeroen Sanders Journée 5 Play-offs 2 Remarque : en raison des travaux à Stayen, tous les matchs à domicile du Saint-Trond VV se sont achevés à Het Kuipje.   | Denis Odoi 39e · Grégory Dufer 50e · Peter Delorge 65e · Peter Delorge 68e · Andréa Mbuyi-Mutombo 73e · Dylan Vanwelkenhuysen 90e |       | 48e David Destorme · 59e David Destorme · 71e Yoni Buyens · 75e Julien Gorius · 83e Christian Benteke                 | Composition du Saint-Trond : · Bram Castro, Vincent Euvrard, Ludovic Buysens, Denis Odoi, Nikolas Proesmans, Wim Mennes, Peter Delorge, Andréa Mbuyi-Mutombo, Nils Schouterden, Christophe Bertjens, Yannick Rymenants · Remplacements du Saint-Trond : · 46e Yannick Rymenants Grégory Dufer · 76e Christophe Bertjens Dylan Vanwelkenhuysen                                                    |
| | |       | | |
| Samedi 7 mai 2011, 20:00 | Cercle Bruges KSV | 1 - 0 | Saint-Trond | |
| Stade Jan Breydel, Bruges Spectateurs : 6.516 Arbitrage : Wim Smet Journée 6 Play-offs 2 | Oleg Iachtchouk 40e · Frederik Boi 70e                                                                                            |       | 55e Nikolas Proesmans                                                                                                 | Composition du Saint-Trond : · Bram Castro, Marc Wagemakers, Vincent Euvrard, Ludovic Buysens, Nikolas Proesmans, Wim Mennes, Denis Odoi, Nils Schouterden, Christophe Bertjens, Yannick Rymenants, Dylan Vanwelkenhuysen · Remplacements du Saint-Trond : · 46e Dylan Vanwelkenhuysen Rob Schoofs · 79e Nikolas Proesmans Cédric Beukers                                                        |

#### Évolution du classement
| Journée  | 1 | 2 | 3 | 4 | 5 | 6 |
| -------- | - | - | - | - | - | - |
| Résultat | n | n | p | n | g | p |
| Points   | 1 | 2 | 2 | 3 | 6 | 6 |
| Rang     | 1 | 2 | 4 | 4 | 3 | 4 |

#### Classement
| Pl. | Club              | Joué | G | N | P | BP | BC | Pts. | Qualification ou relégation |
| --- | ----------------- | ---- | - | - | - | -- | -- | ---- | --------------------------- |
| 1   | Cercle Bruges KSV | 6    | 2 | 1 | 3 | 5  | 5  | 9    | Finale play-offs 2          |
| 2   | Lierse SK         | 6    | 2 | 2 | 2 | 10 | 8  | 8    |                             |
| 3   | FC Malines        | 6    | 2 | 2 | 2 | 9  | 10 | 8    |                             |
| 4   | Saint-Trond       | 6    | 1 | 2 | 3 | 6  | 7  | 6    |                             |

## Coupe de Belgique
| |                                        |       |                                                                                  | |
| Mercredi 27 octobre 2010, 20:30                                                                                                  | RFC Tournai                            | 2 - 1 | Saint-Trond                                                                      | |
| Stade Luc Varenne, Tournai Spectateurs : 3.000 Arbitrage : Jean-Baptist Bultynck 1/16ièmes de finale Coupe de Belgique 2010-2011 | David Duquesnoy 7e · Olungu Lomani 51e |       | 23e Wim Mennes · 56e Nils Schouterden · 83e Denis Odoi · 89e Christophe Bertjens | Composition du Saint-Trond : · Sven Van Der Jeugt, Wim Mennes, Yannick Rymenants, Denis Odoi, Marc Wagemakers, Giel Deferm, Vincent Euvrard, Grégory Christ, Peter Delorge, Yorick Antheunis, Ibrahima Sidibe · Remplacements du Saint-Trond : · 39e Yannick Rymenants Christophe Bertjens · 74e Yorick Antheunis Nils Schouterden |